# Felparkeringsavgift

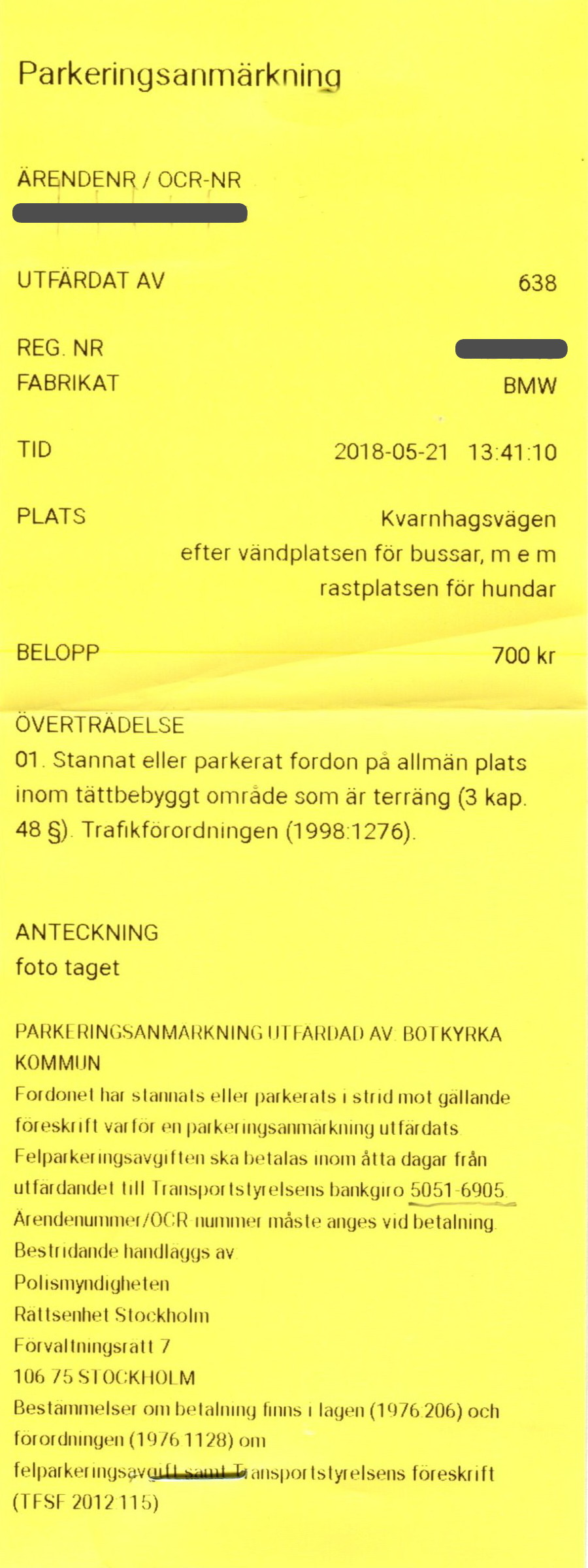
Parkeringsanmärkning utfärdad av Botkyrka kommun.

Felparkeringsavgift (ofta kallat för parkeringsböter) är i Sverige en avgift som en fordonsägare kan bli skyldig att betala, enligt lagen (1976:206) om felparkeringsavgift (LFA), om någon har stannat eller parkerat fel med fordonet på kommunal mark. Parkeringsanmärkning (som är det rätta begreppet vid kommunal mark) med anmodan att betala avgiften utfärdas av en polisman eller en av kommunen förordnad parkeringsvakt. Motiveringen till namnet avgift istället för böter är att fordonets ägare är ansvarig oberoende av vem som kört. Ursprungligen hette det böter då felparkering tidigare var ett brott.
På privatägd mark (tomtmark) kallas avgiften för kontrollavgift enligt lagen (1984:318) om kontrollavgift vid olovlig parkering (LKOP). Det är då markägaren som utfärdar en sådan, men ofta har markägaren överlåtit kontrollen åt ett parkeringsbolag. Kontrollavgiften får vara samma som, eller lägre än den parkeringsanmärkning som kommunen tar ut för felparkering på gatumark. 
Man ser enklast skillnad på en kommunal markyta och en tomtmarksyta genom att det på tomtmarksytan skall finnas en så kallad entreprenörsskylt, en tilläggsskylt med företagsnamn och telefonnummer vid infarten till parkeringsområdet.